# Jan Mertl
Jan Mertl (11. prosince 1904 Praha – 10. října 1978 Praha) byl československý meziválečný sociolog a politolog, představitel tzv. „pražské sociologické školy“. Byl profesorem Vysoké školy obchodní, kde vedl nově zřízený Ústav sociologie a politiky.Na konci 20. Let se stal členem Masarykovy sociologické společnosti a chvíli také působil jako její jednatel. V rámci své vědecké činnosti se věnoval zejména zkoumání politických stran a stranických systémů a dále zkoumání byrokracie, přičemž byl zastáncem objektivního nehodnotícího přístupu k vědě. Byl ovlivněn mj. dílem německého sociologa Maxe Webera, kterého představil českému publiku. Byl autorem řady monografií a odborných článků. Pro své aktivity během nacistické okupace Československa byl po 2. světové válce vyloučen z akademické obce a obžalován z kolaborace. Obžaloby byl opakovaně zproštěn, k akademické dráze se však již nevrátil.

## Život a dílo
Jan Mertl se narodil 11. prosince 1904 jako syn Jana Mertla, mistra pekařského a Hermíny Mertlové, rozené Pacákové. Po absolvování gymnázia vystudoval Právnickou fakultu Univerzity Karlovy (JUDr. 1927). Vedle toho studoval sociologii na Filozofické fakultě Univerzity Karlovy v sociologickém semináři Břetislava Foustky, kde se seznámil s dalšími představiteli tzv. „pražské sociologické školy“, Otakarem Machotkou a Zdeňkem Ullrichem. K této trojici sociologů Machotkova žena, Jarmila Machotková, ve svých vzpomínkách uvádí: „Otík měl dva dobré přátele: Zdeňka Ullricha a Jana Mertla. Sešli se, poněvadž měli stejný názor na to, čím se má sociologie zabývat. Rádi spolu diskutovali. Posluchači jim říkali: „naši mladí sociologové“ (ale všem už bylo okolo 30 let)… Na rozdíl od některých sociologů tehdejší doby tito tři věřili, že sociologie musí být empirickou vědou, založenou na skutečnosti. Musí popisovat společnost přesně tak, jak je, a neuvádět, jak má být. Někteří sociologové tehdejší doby moralizovali, poukazovali na to, jak se má společnost napravit. Proti tomu se „naši mladí sociologové“ přísně postavili, ponechávajíce tuto úlohu kněžím. Dle nich měla být věda přísně objektivní.“
Mertl studium sociologie v Praze nedokončil a namísto toho absolvoval odborné stáže v Heidelbergu, Ženevě a ve Frankfurtu nad Mohanem. Po návratu pracoval jako úředník na pražském magistrátu, kde byl následně jmenován magistrátním komisařem. V téže době se jakožto docent na Českém vysokém učení technickém věnoval bezúplatné přednáškové činnosti. Také publikoval řadu odborných článků, např. v časopisech Parlament, Sociální problémy či Sociologická revue. Z rozsáhlejších Mertlových publikací tohoto období lze za díla z vědeckého hlediska významná a průkopnická pokládat např. knihu „Politické strany, jejich základy a typy v dnešním světě“ (Mertlova habilitace), v níž Mertl rozebral řadu stranických systémů fungujících v různých zemích světa, či knihu Byrokracie, která představovala průkopnické dílo i z mezinárodního hlediska. V roce 1938 byl Mertl jmenován mimořádným profesorem sociologie a vědy politické na Vysoké škole obchodní v Praze.
V období tzv. druhé republiky a protektorátu Mertl publikoval např. svůj příspěvek ve sborníku „Dnešní Německo“, předmluvu k Hobbesovu Leviathanovi či knihu Z dějin politického myšlení (sborník dříve časopisecky publikovaných článků doplněný o dvě nové kapitoly). Vedle toho se za protektorátu angažoval v Národním souručenství a též byl prezidentem Háchou jmenován jednatelem Českého svazu pro spolupráci s Němci. Tyto Mertlovy aktivity mu po válce vynesly ne zcela zaslouženou nálepku kolaboranta a úplné (a definitivní) vyloučení z akademické obce. Na základě Benešových dekretů byl Mertl souzen retribučním soudem, obžaloby byl však zproštěn se zdůvodněním, že: „Mertlova činnost za okupace nebyla zcela dobrovolná a že Jan Mertl svojí prací pro Svaz zabránil tomu, aby jeho funkci vykonávala osoba, která by daleko více spolupracovala s Němci. Tomuto výsledku značně pomohly svědecké výpovědi, ve kterých svědci uvedli, že se Jan Mertl snažil pomáhat stíhaným osobám. Důležité bylo také zhodnocení Mertlovy publikační činnosti. Zde zejména Mertlovi pomohla výpověď Dr. Otakara Machotky, který ve svém odborném posudku neshledal Mertlova díla jako závadná.“
Mertlovo působení za protektorátu zpětně hodnotí kromě jiných (Nešpor, Skovajsa) např. Janák: „Jeho postoj k demokracii i k autoritářství byl značně ambivalentní. Na obou viděl řadu nedostatků, na obou nacházel klady. Výsledkem bylo, že s ním nakonec „nekamarádil“ nikdo. Za okupace sice nebyl perzekvován a mohl publikovat, ale to byla asi tak největší výhoda, kterou měl, a plynula spíš z toho, že vše německé paušálně neodsuzoval. Po válce za to byl potrestán, ale míra postižení nebyla dramatická jako například v rámci komunistických čistek v 50. letech. Díky tomu, že jeho vědecké poznatky v něčem svědčily ve prospěch snahám Třetí říše, můžeme mluvit v přeneseném slova smyslu o sociologické spolupráci s národním nepřítelem. Vzhledem k tomu, že tyto poznatky a argumentace plně odpovídaly Mertlovu předválečnému myšlení, je třeba odmítnout vidění Mertla jako zrádce. Spíš jej lze vnímat jako někoho, kdo nepřestává trvat na své filosofické pravdě, i když to není zrovna vhodné.“
Přestože byl Mertl obžaloby z kolaborace zproštěn (a to opakovaně, jelikož po změně trestního zákoníku v roce 1948 byl případ znovu otevřen), do akademického světa se po válce již nevrátil. V tomto pro něj z lidského hlediska složitém období, kdy byl jakousi „nechtěnou osobou“, si přivydělával psaním projevů předúnorovým představitelům národně socialistické strany (jíž byl sám před válkou členem), zejména Josefu Nestávalovi a snad i Petru Zenklovi. Se svojí ženou Dr. Helenou Mertlovou se také věnoval překladům a publicistice. Pro spisovatele Adolfa Branalda připravoval podklady ke knize Hrdinové všedních dnů. To vše nikoliv pod svým jménem. V 50. letech získal podřadné zaměstnání v pražském OPBH, v němž setrval až do své penze, které ovšem pro Mertla znamenalo určité „štěstí v neštěstí“. Jak uvádí Nešpor, „podřízené a špatně placené zaměstnání, které pro někdejšího vysokoškolského učitele neznamenalo víc než pouhý zdroj obživy, jej na druhou stranu odvedlo ze zorného pole bývalých kolegů i veřejných činitelů, takže jinak osobně postižen nebyl, ani v politických procesech proti bývalým národním socialistům, které sledoval s pochopitelnými obavami, ani nikdy později.“
Jan Mertl zemřel 10. října 1978 na následky autonehody.

## Dílo
- Politika jako povolání / Max Weber; přeložil a předmluvou opatřil Jan Mertl (1929)
- Politické strany: jejich základy a typy v dnešním světě (1931)
- Naše péče o nezaměstnané (1933)
- Volební reformy; tyto přednášky byly prosloveny v semináři o volební reformě, pořádaném 1. a 2. dubna 1933 Svazem národního osvobození. I (1933)
- Byrokracie: studie sociologicko-politická (1937)
- Co s politickými stranami? (1938)
- Dnešní Německo (1938)
- O dnešním Německu; tato přednáška byla přednesena v českém rozhlase dne 20. září 1939 (1940)
- Z politických spisů Friedricha II. Velikého, krále pruského; k vydání připravil a úvodní studií doprovodil Jan Mertl (1940)
- Leviathan, neboli, O podstatě, zřízení a moci státu církevního a občanského / Tomáš Hobbes; k vydání připravil a úvodní studií doprovodil Jan Mertl (1941)
- Z dějin politického myšlení (1943)